# Sotto una buona stella
Sotto una buona stella è un film italiano del 2014 diretto e interpretato da Carlo Verdone.

## Trama
Un ricco broker, Federico Picchioni, finisce improvvisamente sul lastrico quando si scopre che il suo socio, falsificando decine di firme, tra cui la sua, è finito nel mirino della guardia di finanza. Federico ne esce pulito dal punto di vista penale ma rovinato sia economicamente che professionalmente. Inoltre è costretto a rinunciare all’appartamento che aveva affittato per i figli, ancora entrambi disoccupati, Lia, che ha anche una figlia piccola, e Niccolò. La convivenza si rivela immediatamente difficile per l’atteggiamento strafottente dei ragazzi che rimproverano al padre di essere stato poco presente negli ultimi anni, ritenendo sufficiente provvedere economicamente a loro, nonché di essere arrivato in ritardo in ospedale il giorno della morte della madre.  Incapace di mediare tra i figli e la sua giovane compagna Gemma, viene da questa lasciato ma fa la conoscenza della nuova vicina di casa Luisa, una manager di alto livello con una crisi di coscienza, in quanto costretta a tagli del personale e che passa le giornate a ricollocare la gente che licenzia, venendo per questa scambiata per una prostituta da Federico. Il muro che divide i due appartamenti è infatti molto sottile e consente di ascoltare abbastanza facilmente cosa avviene nell’altro locale, cosa che causerà diversi equivoci. Lia e Niccolò alla fine trovano la loro strada, trasferendosi entrambi a Londra, la prima per amore, il secondo per provare a sfondare nella musica, ed alla fine anche tra Federico e Luisa scoppierà l’amore.

## Distribuzione
Il film esce il 13 febbraio 2014 distribuito da Filmauro. Il film ha ottenuto ottimi risultati al botteghino, incassando oltre 10,2 milioni di euro, posizionandosi al 7º nei migliori incassi del 2014.

## Colonna sonora
Il brano principale della colonna sonora, intitolato Sotto una buona stella, è cantato da Michele Bravi.

## Riconoscimenti
- 2014 - David di Donatello
  - Candidatura Migliore attrice protagonista a Paola Cortellesi
  - Candidatura Miglior colonna sonora a Umberto Scipione
- 2014 - Nastro d'argento
  - Candidatura Migliore commedia a Carlo Verdone
  - Candidatura Migliore attrice protagonista a Paola Cortellesi
  - Candidatura Migliore scenografia a Tonino Zera
- 2014 - Premio Flaiano
  - Pegaso d'oro alla miglior attrice a Paola Cortellesi